# アンソニー・メイソン
アンソニー・ジョージ・ダグラス・メイソン（Anthony George Douglas Mason、1966年12月14日 - 2015年2月28日）は、アメリカ合衆国・フロリダ州マイアミ出身の元バスケットボール選手。NBAのニューヨーク・ニックスなどに所属していた。

## 来歴
テネシー州立大学から1988年のNBAドラフトにエントリーし、ポートランド・トレイルブレイザーズに3巡目53位で指名を受けていたが、入団を前に解雇された。その後トルコやベネズエラ、さらにCBAやUSBLのクラブチームを転々しながらNBA入を目指していた。1989年、どうにかニュージャージー・ネッツと契約したものの出場時間は短く、翌年移籍したデンバー・ナゲッツではわずか3試合の出場しか与えられなかった。その後1991年オフにニューヨーク・ニックスと契約した。
新天地ニックスでメイソンは頭角を現わし始めた。当時の指揮官であったパット・ライリーに見出されたメイソンは、パトリック・ユーイング、チャールズ・オークリー、チャールズ・スミスといった面々と共に強固なフロントコートを形成する。プレーオフでは黄金期のシカゴ・ブルズと激闘を繰り広げ、彼らはバッドボーイズⅡと呼ばれるまでになった。そして1994年、ニックスにとっては1973年以来となるNBAファイナル進出を果たしたが、第7戦までもつれた末にアキーム・オラジュワン率いるヒューストン・ロケッツに敗れ優勝には届かなかった。多くの出場機会を得た彼は、1995年にNBAシックスマン賞を受賞している。
1996年、ラリー・ジョンソンとのトレードでシャーロット・ホーネッツへと移籍。1年目の96-97シーズンは、平均16.2得点、11.4リバウンド、さらには5.7アシストと軒並みキャリアハイの成績で、また4度のトリプルダブルも記録している。98-99シーズンには上腕筋の断裂により調子を落としてしまっている。
2000年、9人が絡む大型トレードによりマイアミ・ヒートへと移籍し、再びパット・ライリーの指揮下に入ることとなった。当初はロールプレーヤーとして起用が見込まれていたが、大黒柱であるアロンゾ・モーニングが腎臓の疾患により離脱すると、メイソンはチームの中心メンバーとして活躍するようになり、16.1得点、9.6リバウンドの好成績で、故障者の多かったヒートが50勝を上げプレイオフに進出する原動力となった。またこの年、モーニングやオーランド・マジック所属のグラント・ヒルが故障欠場する中、2001年のNBAオールスターゲームに初選出されている。
2001-2002シーズンにミルウォーキー・バックスとFA契約。しかしバックスでは思うような働きができずチームケミストリーの崩壊を誘発してしまう事となった。ESPNによれば開幕前のトレーニングキャンプに30ポンド（約17kg）オーバーの体重で現れたり、コート内外でチームメイトを批判するなどしたためメディアから批判を受け、ヘッドコーチのジョージ・カールを悩ませた。結局、勝率を落とす原因となったメイソンは2シーズンでチームを追われる形となり、そのまま現役を引退する運びとなった。
2015年2月28日、重度の心臓発作からの心不全により急逝した。

## プレースタイル
身長は201cmと決して高くはなかったが、プロレスラーの様な屈強な体格を武器に、主にパワーフォワードとしてプレイし、リーグでも有数のタフなディフェンダーとして恐れられた。またその強面の風貌からは想像し難い程の有能なパサーでもあり、柔らかいボールハンドリングも巧みなポイントフォーワードとしても活躍した。坊主頭にロゴや模様などの当時としては奇抜な剃り込みがトレードマークであった。

## 受賞歴
- 1995年　シックスマン賞受賞
- 1997年　オールNBA3rdチーム選出
- 1997年　オールNBAディフェンシブ2ndチーム選出
- 2001年　オールスターゲーム出場

## その他
- ”New York Undercover”（ニューヨーク・アンダーカバー・コップ）という刑事モノのTVドラマに2度出演。また1996年公開のコメディ映画”Eddie”、ウディ・アレン監督のセレブリティにも出演している。
- ニューヨーク・ニックスのファンであったビースティ・ボーイズは、”B-Boys Makin' With The Freak Freak”という曲で"I Got My Hair Cut Correct Like Anthony Mason"と歌っている。
- 左利きであるが、右手での豪快なダンク等も多く器用な選手であった反面、フリースローは苦手としていた。シュートフォームも試行錯誤していた様で、片手で放っていた時期もある。